# 13 lipca
13 lipca jest 194. (w latach przestępnych 195.) dniem w kalendarzu gregoriańskim. Do końca roku pozostaje 171 dni.

## Święta
- Imieniny obchodzą: Andrzej, Benedykt, Ernest, Eugeniusz, Ezdrasz, Henryk, Joel, Małgorzata, Mildreda, Radomiła, Serapion, Sylas, Sara, Świerad i Trofima.
- Czarnogóra – Święto Państwowości
- Wspomnienia i święta w Kościele katolickim[1][2] obchodzą:
  - święci: Andrzej Świerad i Benedykt (męczennik) (pustelnicy, wspomnienie na Słowacji – 17 lipca)
  - św. Henryk II (cesarz rzymski)
  - bł. Karol Emanuel Cecilio Rodríguez Santiago
  - św. Klelia Rachela Barbieri (założycielka Zgromadzenia Sióstr Mniejszych od Matki Bożej Bolesnej)
  - bł. Marian Jezus Euse Hoyos (prezbiter)
  - bł. Marianna Biernacka (męczennica)
  - św. Sylwan (Sylas), uczeń apostolski

## Wydarzenia w Polsce
- 1410 – Wielka wojna z zakonem krzyżackim: zmierzające pod Grunwald wojska króla Władysława II Jagiełły zdobyły i spaliły Dąbrówno.
- 1429 – Mława otrzymała prawa miejskie.
- 1508 – III wojna litewsko-moskiewska: zwycięstwo wojsk polsko-litewskich w bitwie pod Orszą.
- 1521 – Kraków po raz pierwszy usłyszał głos dzwonu Zygmunt.
- 1656 – Potop szwedzki: zwycięstwo wojsk szwedzko-brandenburskich w bitwie pod Tykocinem.
- 1666 – W bitwie pod Mątwami wojska rokoszan dowodzone przez Jerzego Lubomirskiego pokonały armię królewską Jana II Kazimierza Wazy.
- 1736 – Zakończyła się największa powódź w historii Poznania (9–13 lipca).
- 1769:
  - Konfederacja barska: zwycięstwo wojsk rosyjskich w bitwie pod Białymstokiem.
  - Na Litwie wybuchło powstanie szawelskie.
- 1794 – Insurekcja kościuszkowska: wojska rosyjsko-pruskie rozpoczęły oblężenie Warszawy.
- 1866 – W Olsztynie wybuchła epidemia cholery.
- 1869 – W Łodzi uruchomiono gazowe oświetlenie ulic i placów.
- 1882 – W Warszawie uruchomiono pierwszą sieć telefoniczną.
- 1900:
  - W katastrofie na budowie Politechniki Warszawskiej zginęły 3 osoby, a 13 odniosło obrażenia.
  - Władysław Stanisław Reymont został ranny w wypadku kolejowym pod Warszawą, za co w wyniku procesu sądowego uzyskał wysokie odszkodowanie.
- 1915 – I wojna światowa: rozpoczęła się II bitwa przasnyska.
- 1919:
  - Do Polski przybyła amerykańska misja rządowa mająca na celu zbadanie traktowania polskich Żydów.
  - Wojna polsko-ukraińska: w bitwie pod Jazłowcem 14. Pułk Ułanów 4. Dywizji Strzelców Polskich odniósł zwycięstwo nad wojskiem Zachodnioukraińskiej Republiki Ludowej.
  - Założono klub sportowy Wawel Kraków.
- 1921 – Naczelnik Państwa marszałek Józef Piłsudski odznaczył pierwszych 15 osób Orderem Odrodzenia Polski, m.in. Jacka Malczewskiego, Władysława Raczkiewicza, Władysława Stanisława Reymonta, Włodzimierza Tetmajera i Leona Wyczółkowskiego. Orderem Orła Białego zostali odznaczeni były premier Louis Barthou oraz urzędujący prezydent i były premier Francji Alexandre Millerand.
- 1930 – Banderę żaglowca STS „Lwów” przekazano na „Dar Pomorza”.
- 1942 – Na Winiarczykowej Górze pod Józefowem koło Biłgoraja funkcjonariusze niemieckiego 101. rezerwowego batalionu policji rozstrzelali od 1300 do 1500 Żydów.
- 1943:
  - 50 mieszkańców Lipska (powiat augustowski) zostało rozstrzelanych przez Niemców w fortach w Naumowiczach koło Grodna.
  - Niemcy spacyfikowali wsie Sikory-Tomkowięta (49 ofiar) oraz Zawada i Laskowiec (58 ofiar) w okręgu białostockim.
  - Niemcy zlikwidowali tzw. ośrodek internowania dla Żydów posiadających paszporty państw południowoamerykańskich mieszący się w „Hotelu Polskim” przy ul. Długiej 29 w Warszawie. Ostatnich 300 osób zabrano na Pawiak i dwa dni później rozstrzelano.
  - Rozpoczęła się niemiecka operacja „Hermann”, wymierzona w polskich i sowieckich partyzantów bazujących w Puszczy Nalibockiej.
  - Rzeź wołyńska: w dniach 10–13 lipca zostało zamordowanych przez UPA ponad 250 mieszkańców Dominopola (powiat włodzimierski).
- 1944:
  - Armia Czerwona rozpoczęła operację lwowsko-sandomierską.
  - Gen. dyw. Tadeusz Bór-Komorowski wydał rozkaz o zakończeniu akcji scaleniowej Batalionów Chłopskich i Armii Krajowej.
  - Operacja „Ostra Brama”: oddziały Armii Krajowej pod dowództwem płk Aleksandra Krzyżanowskiego w ramach akcji „Burza” zdobyły wraz z Armią Czerwoną Wilno.
- 1945 – Założono klub sportowy Huragan Morąg.
- 1968 – W Legnicy zlikwidowano komunikację tramwajową.
- 1969 – W Żelazowej Woli odsłonięto pomnik Fryderyka Chopina.
- 1980 – Lubelski Lipiec: rozpoczął się strajk pracowników Miejskiego Przedsiębiorstwa Komunikacyjnego w Lublinie.
- 1990:
  - Sformowano jednostkę do działań specjalnych „GROM”.
  - W Gródku rozpoczął się I Festiwal Muzyki Młodej Białorusi, organizowany przez Białoruskie Zrzeszenie Studentów i Gminny Ośrodek Kultury.
- 2000 – Powstała sejmowa Komisja Prawa Europejskiego.
- 2006 – Hala Ludowa we Wrocławiu została wpisana na Listę Światowego Dziedzictwa Kulturowego UNESCO.
- 2008:
  - Oddano do użytku wyremontowane Krakowskie Przedmieście w Warszawie.
  - W wypadku samochodowym w Lubieniu w województwie wielkopolskim zginął prof. Bronisław Geremek.

## Wydarzenia na świecie

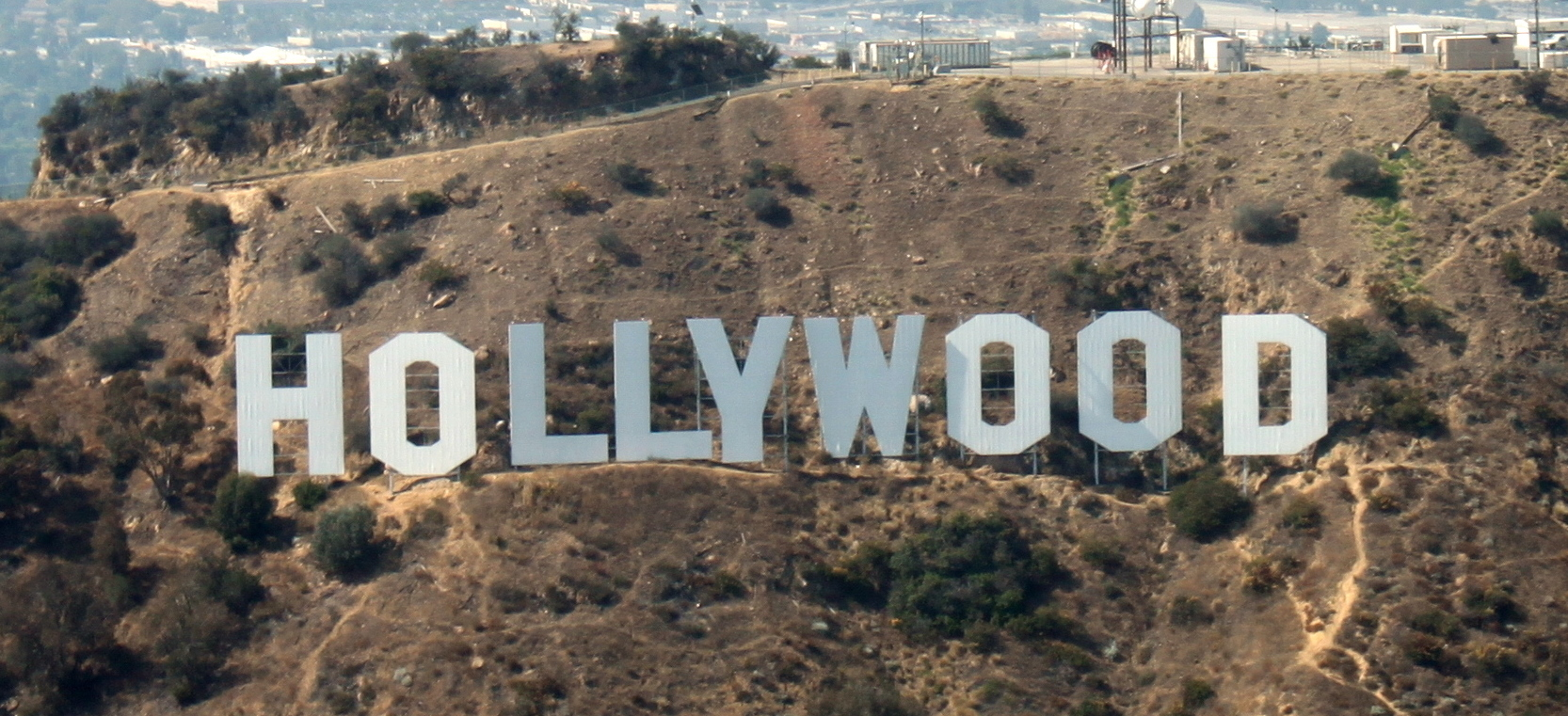
Słynny napis na wzgórzach Hollywood

- 634 – Zwycięstwo wojsk muzułmańskich nad bizantyjskimi w bitwie pod Adżnadajn w Palestynie.
- 1174 – Wspierający angielską rebelię przeciwko królowi Henrykowi II Plantagenetowi król Szkocji Wilhelm I Lew dostał się podczas bitwy pod Alnwick do niewoli.
- 1249 – Aleksander III został koronowany na króla Szkocji.
- 1260 – Krucjaty północne: powstańcy żmudzcy i litewscy pokonali Krzyżaków w bitwie pod Durben.
- 1341 – Król Polski Kazimierz III Wielki zawarł w Pradze układ z królem Czech Janem Luksemburskim, w którym obiecał Luksemburgom wsparcie w walce z każdym wrogiem, z wyjątkiem króla Węgier Karola Roberta i księcia świdnickiego Bolka II Małego.
- 1548 – Papież Paweł III erygował diecezję guadalajarską w Meksyku.
- 1558 – VIII wojna włoska: zwycięstwo wojsk hiszpańskich nad francuskimi w bitwie pod Gravelines.
- 1567 – Król Szwecji Eryk XIV Waza poślubił w tajemnicy Katarzynę Månsdotter.
- 1573 – Wojna osiemdziesięcioletnia: wojska hiszpańskie zdobyły po 7-miesięcznym oblężeniu Haarlem.
- 1643 – Angielska wojna domowa: wojska Rojalistów rozbiły wojska Parlamentu w bitwie pod Roundway Down.
- 1713 – Hiszpania scedowała Gibraltar na rzecz Wielkiej Brytanii.
- 1747 – Położono kamień węgielny pod budowę katedry św. Jadwigi w Berlinie.
- 1772 – James Cook wypłynął z Plymouth w swą drugą podróż dookoła świata.
- 1793 – Francuski lekarz, dziennikarz i rewolucjonista Jean-Paul Marat został zasztyletowany we własnej wannie przez żyrondystkę Charlotte Corday.
- 1794 – I koalicja antyfrancuska: zwycięstwo wojsk francuskich w bitwie pod Tripstadt.
- 1798:
  - Francuskie władze okupacyjne wydały dekret o rozwiązaniu sądów kościelnych, w tym trybunału inkwizycyjnego na Malcie.
  - Wyprawa Napoleona do Egiptu: zwycięstwo wojsk francuskich nad jazdą mamelucką w bitwie pod Chobrakhitt.
- 1810 – Napoleon Bonaparte anektował Królestwo Holandii.
- 1814 – Król Sardynii Wiktor Emanuel I powołał Korpus Karabinierów.
- 1832 – Amerykański badacz Henry Schoolcraft odkrył źródło Missisipi.
- 1841 – Podpisano Konwencję londyńską w sprawie cieśnin tureckich.
- 1862 – Wojna secesyjna: zwycięstwo Konfederatów w bitwie pod Murfreesboro.
- 1863 – Wojna secesyjna: w Nowym Jorku rozpoczęły się trzydniowe rozruchy przeciwko poborowi do armii Unii.
- 1866 – Kampania pruska nad Menem: zwycięstwo wojsk pruskich nad siłami Hesji Kassel w bitwie pod Frohnhofen.
- 1870 – Król Prus Wilhelm I Hohenzollern wysłał do premiera Ottona von Bismarcka tzw. depeszę emską, którą ten przeredagował tak, aby obrazić cesarza Napoleona III Bonapartego, a następnie nakazał ją opublikować w prasie w celu sprowokowania Francji do wypowiedzenia wojny Prusom.
- 1878 – Zakończyły się obrady kongresu berlińskiego.
- 1882 – Uruchomiono sieci telefoniczne w Moskwie, Odessie, Petersburgu i Rydze.
- 1895 – Zwycięstwo powstańców kubańskich nad Hiszpanami w bitwie pod Peralejo.
- 1897 – Guglielmo Marconi otrzymał amerykański patent na telegraf bez drutu.
- 1898 – Uruchomiono komunikację tramwajową w szwajcarskim mieście Winterthur.
- 1910 – W katastrofie sterowca „Erbslöh” w Pattscheid (obecnie dzielnica Leverkusen) zginęło 5 osób, w tym jego konstruktor Oskar Erbslöh.
- 1911 – Japonia i Wielka Brytania zawarły trzeci traktat sojuszniczy.
- 1919 – Brytyjski sterowiec R-34 zakończył przelot nad Atlantykiem w obu kierunkach.
- 1923:
  - Amerykański paleontolog Roy Chapman Andrews odkrył w Mongolii pierwsze skamieniałe jaja dinozaura (owiraptora).
  - Na wzgórzach nieopodal Los Angeles umieszczono napis HOLLYWOODLAND. Cztery ostatnie litery usunięto po renowacji w 1949 roku.
- 1925:
  - Na Morawach w Czechosłowacji odnaleziono figurkę Wenus z Dolních Věstonic.
  - Walt Disney ożenił się z rysowniczką Lillian Marie Bounds.
- 1929 – W katastrofie samolotu na wyspie Faial w archipelagu Azorów, podczas próby przelotu przez Atlantyk zginął pilot Ludwik Idzikowski, a nawigator Kazimierz Kubala został ranny.
- 1930 – W Urugwaju rozpoczęły się I Mistrzostwa Świata w Piłce Nożnej. Pierwszego gola w meczu Francja-Meksyk (4:1) zdobył Francuz Lucien Laurent.
- 1933 – Minister spraw wewnętrznych III Rzeszy Wilhelm Frick wydał dekret zobowiązujący całe społeczeństwo do używania nazistowskiego pozdrowienia „Heil Hitler”.
- 1936 – Został uprowadzony i zamordowany lider hiszpańskiej prawicowej opozycji parlamentarnej José Calvo Sotelo, co stało się zapalnikiem wojny domowej.
- 1937 – Prezydent Boliwii José David Toro został obalony w wojskowym zamachu stanu. Nowym prezydentem został płk Germán Busch.
- 1938:
  - W holenderskim Otterlo otwarto Kröller-Müller Museum.
  - Japonia oficjalnie zrezygnowała z organizacji letnich igrzysk olimpijskich w 1940, które miały odbyć się w Tokio.
- 1941 – Na obszarze Czarnogóry i Sandżaku, z inicjatywy partyzantki komunistycznej i serbskich czetników, wybuchło powstanie przeciwko profaszystowskim rządom.
- 1942 – Bitwa o Atlantyk: niemiecki okręt podwodny U-153 został zatopiony bombami głębinowym w pobliżu Colón w Panamie przez amerykański niszczyciel USS „Lansdowne”, w wyniku czego zginęła cała, 52-osobowa załoga.
- 1943:
  - Front wschodni: Adolf Hitler wydał rozkaz wstrzymania ofensywy na łuku kurskim.
  - Wojna na Pacyfiku: taktyczne zwycięstwo Japończyków w bitwie pod Kolombangarą.
- 1945 – Ben Chifley został premierem Australii.
- 1947 – W Uściu nad Łabą doszło do największej w historii Czech katastrofy tramwajowej, w wyniku której zginęło 30 osób, a 76 zostało rannych.
- 1949 – Papież Pius XII wydał dekret nakładający ekskomunikę na członków partii komunistycznych.
- 1950 – RFN została członkiem Rady Europy.
- 1955 – W Londynie wykonano ostatni w historii Wielkiej Brytanii wyrok śmierci na kobiecie (morderczyni Ruth Ellis).
- 1957:
  - Reprezentant ZSRR Jurij Stiepanow ustanowił w Leningradzie rekord świata w skoku wzwyż (2,16 m).
  - W swym pierwszym meczu na rozgrywanych w Jugosławii I Mistrzostwach Świata w Piłce Ręcznej Kobiet reprezentacja Polski przegrała z gospodyniami 3:11.
- 1960 – John F. Kennedy zdobył nominację na kandydata na urząd prezydenta z ramienia Partii Demokratycznej.
- 1967 – Brytyjski kolarz Tom Simpson zmarł w trakcie etapu Tour de France podczas wspinaczki na Mont Ventoux wskutek zawału serca spowodowanego nadużyciem amfetaminy. Dodatkowo wpływ na jego śmierć mógł mieć ówczesny zakaz pobierania na trasie więcej niż czterech bidonów, czyli ok. dwóch litrów napojów.
- 1968 – Wykryto pierwsze ognisko grypy Hong-Kong, która następnie doprowadziła do ok. 1 mln zgonów na całym świecie.
- 1969 – Została wystrzelona radziecka sonda księżycowa Łuna 15.
- 1971 – W Maroku stracono 10 wysokiej rangi oficerów za udział w nieudanym zamachu stanu.
- 1973:
  - Prezydent Héctor José Cámpora i wiceprezydent Argentyny Vicente Solano Lima ustąpili ze stanowisk. P.o. prezydenta został przewodniczący Izby Deputowanych Raúl Alberto Lastiri.
  - Ukazał się debiutancki album brytyjskiej grupy Queen pt. Queen.
- 1974 – Dyktator Zairu (obecnie Demokratyczna Republika Konga) Mobutu Sese Seko oficjalnie wprowadził w kraju totalitarną ideologię polityczną mobutyzmu.
- 1977:
  - W Nowym Jorku doszło do 25-godzinnej awarii zasilania.
  - Wybuchła etiopsko-somalijska wojna w Ogadenie.
- 1978 – Podczas sprawdzania wadliwie działającej części największego radzieckiego akceleratora cząstek w Instytucie Fizyki Wysokich Energii w Protwinie, przez głowę pracownika naukowego Anatolija Bugorskiego przeszła wiązka protonów, która spowodowała pochłonięcie dawki promieniowania szacowanej na 2000 Gy w miejscu wlotu wiązki i 3000 Gy u jej wylotu z głowy. Mimo odniesienia poważnych obrażeń i złych rokowań lekarzy Bugorski przeżył wypadek i kontynuował karierę naukową.
- 1980 – Quett Masire został prezydentem Botswany.
- 1982 – Wojna iracko-irańska: wojska irańskie rozpoczęły operację „Błogosławiony Ramadan”.
- 1984 – Została podpisana umowa z Saarbrücken o zniesieniu kontroli granicznej w ruchu między RFN a Francją.
- 1985:
  - Na stadionach Wembley w Londynie i JFK w Filadelfii odbyły się koncerty Live Aid.
  - Prezydent USA Ronald Reagan przeszedł operację usunięcia guza przewodu pokarmowego. W tym czasie obowiązki prezydenta pełnił wiceprezydent George H.W. Bush.
  - Ukrainiec Serhij Bubka podczas zawodów w Paryżu po raz pierwszy w historii skoku o tyczce pokonał granicę 6 metrów.
- 1989:
  - 7 amerykańskich żołnierzy zostało rannych w zamachu bombowym przed dyskoteką w La Ceiba w Hondurasie.
  - W Paryżu oddano do użytku gmach Opéra Bastille.
- 1990:
  - 43 wspinaczy zginęło w lawinie wywołanej trzęsieniem ziemi na górze Szczyt Lenina w Pamirze na granicy Tadżykistanu i Kirgistanu.
  - Premiera amerykańskiego melodramatu fantastycznego Uwierz w ducha w reżyserii Jerry’ego Zuckera.
- 1992:
  - Icchak Rabin został po raz drugi premierem Izraela.
  - Zarejestrowano Białoruską Partię Agrarną.
- 1995:
  - Albania i Mołdawia zostały członkami Rady Europy.
  - Rozpoczęła się misja STS-70 wahadłowca Discovery.
- 2000:
  - Josefa Iloilo został prezydentem Fidżi.
  - Podczas wykopalisk archeologicznych w Noworodzie Wielkim w północno-zachodniej Rosji odkryto Kodeks Nowogrodzki.
- 2001 – Międzynarodowy Komitet Olimpijski dokonał w Moskwie wyboru Pekinu na gospodarza XXIX Letnich Igrzysk Olimpijskich w 2008 roku.
- 2003 – Sabah al-Ahmad al-Dżabir as-Sabah został premierem Kuwejtu.
- 2008:
  - 9 amerykańskich żołnierzy zginęło w ataku na ich bazę we wsi Wanat w północno-wschodnim Afganistanie.
  - Papież Benedykt XVI przybył z 9-dniową pielgrzymką do Australii.
  - W Paryżu została powołana Unia na rzecz Regionu Morza Śródziemnego.
- 2010 – W Czechach powstał rząd Petra Nečasa.
- 2011 – W serii trzech zamachów bombowych w indyjskim Mumbaju zginęło 26 osób, a 130 zostało rannych.
- 2014:
  - Niemcy pokonały po dogrywce Argentynę 1:0 w rozegranym na stadionie Maracanã w brazylijskim Rio de Janeiro meczu finałowym XX Mistrzostw Świata w Piłce Nożnej.
  - Partia Nowoczesnego Centrum wygrała przedterminowe wybory parlamentarne w Słowenii.
- 2015 – Kryzys migracyjny w Europie: Węgry rozpoczęły budowę płotu na granicy z Serbią.
- 2016 – Theresa May objęła urząd premiera Wielkiej Brytanii.
- 2021 – Sher Bahadur Deuba został po raz piąty premierem Nepalu.
- 2024 – Były prezydent USA oraz kandydat w trwającej kampanii prezydenckiej Donald Trump został postrzelony w ucho podczas wiecu w mieście Butler w Pensylwanii.

## Urodzili się
- 1470 – Francesco Armellini Pantalassi de’ Medici, włoski kardynał (zm. 1528)
- 1522 – Zofia Jagiellonka, królewna polska, księżniczka litewska, księżna brunszwicka (zm. 1575)
- 1527 – John Dee, angielski okultysta, astrolog, alchemik, kabalista (zm. 1608/1609)
- 1550 – Erik Larsson Sparre, szwedzki polityk (zm. 1600)
- 1590 – Klemens X, papież (zm. 1676)
- 1597 – Sebastian Stoskopff, niemiecki malarz (zm. 1657)
- 1608 – Ferdynand III Habsburg, cesarz rzymsko-niemiecki, król Czech i Węgier (zm. 1657)
- 1642 – Aleksander Jerzy Vorbek-Lettow, polski szlachcic, polityk (zm. 1707)
- 1659 – Manuel de Vadillo y Velasco, hiszpański polityk, pierwszy sekretarz stanu (zm. 1729)
- 1668 – Karol Fryderyk, książę Anhalt-Bernburg (zm. 1721)
- 1677 – Jan Jerzy, książę Saksonii-Weißenfels (zm. 1712)
- 1724 – Heinrich Carl von Schimmelmann, duński kupiec, polityk pochodzenia niemieckiego (zm. 1782)
- 1733 – Karol Krystian Wettyn, królewicz polski, książę saski, książę Kurlandii i Semigalii (zm. 1796)
- 1734 – Franciszek Ksawery Rydzyński, polski duchowny katolicki, biskup chełmiński (zm. 1814)
- 1753 – Alois von Widmanstätten, austriacki drukarz, naukowiec (zm. 1849)
- 1767 – Friedrich Adolf Krummacher, ewangelicki teolog pochodzenia niemieckiego (zm. 1845)
- 1773 – Wilhelm Heinrich Wackenroder, niemiecki prawnik, pisarz (zm. 1798)
- 1776 – Karolina Fryderyka, księżniczka Badenii i Hochbergu, królowa Bawarii (zm. 1841)
- 1783 – Ignacy Dominik Fijałkowski, polski ginekolog, wykładowca akademicki (zm. 1855)
- 1785 – Teresa Czartoryska, polska szlachcianka (zm. 1868)
- 1787 – Pellegrino Rossi, włoski ekonomista, prawnik, polityk (zm. 1848)
- 1788 – Franciszek Antoni Woelke, polski językoznawca, filolog klasyczny, wykładowca akademicki pochodzenia niemieckiego (zm. 1862)
- 1790 – Georg Carl Berendt, niemiecki lekarz, przyrodnik, kolekcjoner inkluzji zwierzęcych w bursztynie (zm. 1850)
- 1791 – Allan Cunningham, brytyjski botanik, podróżnik (zm. 1839)
- 1793 – John Clare, brytyjski poeta (zm. 1864)
- 1795 – Jean Menjaud, francuski aktor (zm. 1864)
- 1798:
  - Jakub Centnerszwer, polski matematyk, pedagog pochodzenia żydowskiego (zm. 1880)
  - Aleksandra Fiodorowna, caryca Rosji (zm. 1860)
- 1808 – Patrice Mac-Mahon, francuski dowódca wojskowy, polityk, marszałek i prezydent Francji pochodzenia irlandzkiego (zm. 1893)
- 1811 – George Gilbert Scott, brytyjski architekt (zm. 1878)
- 1813 – Theophil Edvard Hansen, duński architekt (zm. 1891)
- 1814 – Theodore Jasper, brytyjski lekarz, ilustrator, ornitolog amator (zm. 1897)
- 1816 – Gustav Freytag, niemiecki prozaik, dramaturg (zm. 1895)
- 1819 – Aleksy Prusinowski, polski duchowny katolicki, kaznodzieja, wydawca, działacz społeczny, publicysta, polityk (zm. 1872)
- 1821 – Nathan Bedford Forrest, amerykański generał konfederacki (zm. 1877)
- 1822:
  - Heinrich Louis d’Arrest, niemiecki astronom (zm. 1875)
  - Jacob Michael Kunkel, amerykański prawnik, polityk (zm. 1870)
- 1825:
  - Madeleine Vinton Dahlgren, amerykańska pisarka, poetka (zm. 1889)
  - Anton Springer, niemiecki pisarz, historyk sztuki (zm. 1891)
- 1826 – Stanislao Cannizzaro, włoski chemik (zm. 1910)
- 1831 – Arthur Böttcher, niemiecki patolog, fizjolog, anatom (zm. 1889)
- 1834 – Józef Grekowicz, polski pułkownik, uczestnik powstania styczniowego (zm. 1912)
- 1841 – Otto Wagner, austriacki architekt, urbanista (zm. 1918)
- 1842 – Bronisław Markiewicz, polski duchowny katolicki, błogosławiony (zm. 1912)
- 1847 – Alfonso Ugarte y Vernal, peruwiański pułkownik, polityk (zm. 1880)
- 1854 – Aristarch Biełopolski, rosyjski astronom, astrofizyk (zm. 1934)
- 1858 – Emil Strub, szwajcarski inżynier (zm. 1909)
- 1861 – Maria Anna, infantka portugalska, wielka księżna i regentka Luksemburga (zm. 1942)
- 1862 – Wieczesław Romanow, rosyjski wielki książę (zm. 1879)
- 1863:
  - Joseph Gredt, luksemburski filozof (zm. 1940)
  - Margaret Murray, brytyjska egiptolog, archeolog, antropolog, wykładowczyni akademicka (zm. 1963)
- 1864:
  - John Jacob Astor IV, amerykański przedsiębiorca (zm. 1912)
  - Henryk Ferdynand Hoyer, polski lekarz, anatom, zoolog, wykładowca akademicki (zm. 1947)
  - Stanisław Springwald, polski tytularny generał brygady (zm. 1951)
- 1865 – Papus, francuski lekarz, hipnotyzer, okultysta (zm. 1916)
- 1868 – Paul Arndt, niemiecki duchowny ewangelicko-reformowany, historyk (zm. 1955)
- 1871 – Franciszek Mirandola, polski poeta, prozaik, tłumacz (zm. 1930)
- 1872:
  - Feliks Bocheński, polski prawnik, sędzia, działacz społeczny (zm. 1925)
  - Salomon Budzyner, polski działacz gospodarczy, polityk, senator RP pochodzenia żydowskiego (zm. 1940)
- 1873 – Sotir Peçi, albański działacz niepodległościowy, polityk (zm. 1932)
- 1876:
  - (lub 5 stycznia) Adolf Behrmann, polski malarz pochodzenia żydowskiego (zm. 1943)
  - Maria Annunziata, arcyksiężniczka austriacka (zm. 1961)
  - William Michaels, amerykański bokser (zm. 1934)
- 1877:
  - Karl Erb, niemiecki śpiewak operowy (tenor) (zm. 1958)
  - Giuseppe Pizzardo, włoski kardynał, wysoki urzędnik Kurii Rzymskiej (zm. 1970)
  - Franciszek Sawicki, polski duchowny katolicki, filozof (zm. 1952)
  - Frans-Albert Schartau, szwedzki strzelec sportowy (zm. 1943)
- 1878 – Charles Daniélou, francuski poeta, prozaik, samorządowiec, polityk (zm. 1953)
- 1880 – Ludwik Kwiatkowski, polski malarz, pedagog (zm. 1953)
- 1881:
  - Karol Englisch, polski prawnik, taternik (zm. 1945)
  - Czesław Kłoś, polski inżynier budownictwa przemysłowego, wykładowca akademicki (zm. 1957)
  - Jan Obrąpalski, polski inżynier energetyk (zm. 1958)[3]
- 1882 – Shigeru Aoki, japoński malarz (zm. 1911)
- 1883:
  - Kurt Aßmann, niemiecki wiceadmirał, historyk wojskowości (zm. 1962)
  - Tor Emers, szwedzki urzędnik kolejowy (zm. 1957)
- 1884:
  - Zofia Berbecka, polska nauczycielka, polityk, poseł na Sejm i senator RP (zm. 1970)
  - Karolina Reuß zu Greiz, wielka księżna Saksonii-Weimar-Eisenach (zm. 1905)
  - Yrjö Saarela, fiński zapaśnik (zm. 1951)
- 1888:
  - Frédéric Bruynseels, belgijski żeglarz sportowy (zm. 1959)
  - Józef Anaklet González Flores, meksykański męczennik, błogosławiony (zm. 1927)
- 1889:
  - Ludwika Mountbatten, królowa Szwecji (zm. 1965)
  - Adam Scharrer, niemiecki pisarz (zm. 1949)
- 1891:
  - Jan Bolechowski, polski kapitan rezerwy artylerii, nauczyciel, prawnik (zm. 1940)
  - Seweryna Broniszówna, polska aktorka pochodzenia żydowskiego (zm. 1982)
- 1894 – Isaak Babel, rosyjski prozaik, dramaturg, dziennikarz pochodzenia żydowskiego (zm. 1940)
- 1895 – Sidney Blackmer, amerykański aktor (zm. 1973)
- 1896:
  - Mordechaj Ardon, izraelski malarz (zm. 1992)
  - Leonore Coffee, amerykańska pisarka, scenarzystka filmowa (zm. 1984)
  - Hans Cramer, niemiecki generał (zm. 1968)
  - Stanisław Filipkowski, polski architekt, urbanista, wykładowca akademicki (zm. 1964)
  - Adam Rapacki, polski kompozytor, śpiewak, dyrygent (zm. 1935)
  - Zdzisław Zioło, polski kapitan piechoty (zm. 1940)
- 1897 – Justa Maiza Goicoechea, hiszpańska karmelitanka miłosierdzia, męczennica, błogosławiona (zm. 1936)
- 1898:
  - Jan Kossowski, polski architekt, budowniczy (zm. 1958)
  - Stanisław Lisowski, polski podporucznik (zm. 1920)
  - Julius Schreck, niemiecki kierowca i ochroniarz Adolfa Hitlera (zm. 1936)
- 1899 – Roberts Neilands, łotewski polityk komunistyczny (zm. 1941)
- 1900 – Teresa od Jezusa z Andów, chilijska karmelitanka, święta (zm. 1920)
- 1901 – Mickey Walker, amerykański bokser (zm. 1981)
- 1902:
  - Paweł Gałeczka, polski działacz społeczny i związkowy (zm. 1970)
  - Phillips Lord, amerykański aktor, osobowość radiowa, pisarz (zm. 1975)
  - Bronisław Nowotny, polski kapral artylerii konnej (zm. 1953)
- 1903:
  - Kenneth Clark, brytyjski pisarz, historyk i krytyk sztuki, estetyk, dyrektor muzeów, autor programów telewizyjnych (zm. 1983)
  - Jan Ripper, polski kierowca rajdowy (zm. 1987)
- 1904 – Robert Minton, amerykański bobsleista (zm. 1974)
- 1905:
  - Irena Chmielewska, polska biochemik (zm. 1987)
  - Bosley Crowther, amerykański dziennikarz, krytyk filmowy (zm. 1981)
  - Zygmunt Skibniewski, polski architekt, urbanista (zm. 1994)
- 1906:
  - Bedri Spahiu, albański generał-major, prokurator generalny, polityk komunistyczny, więzień polityczny (zm. 1998)
  - Stanisław Tabin, polski specjalista nauk rolnicznych (zm. 1997)
- 1907:
  - Marian Fontowicz, polski piłkarz, bramkarz (zm. 1988)
  - Licia Gualandris, włoska Służebnica Boża (zm. 2004)
  - Józef Różański, polski prawnik, polityk, oficer NKWD i MBP, poseł na Sejm Ustawodawczy, zbrodniarz stalinowski pochodzenia żydowskiego (zm. 1981)
  - Norbert Żaba, polski dyplomata, działacz emigracyjny (zm. 1994)
- 1908:
  - Dorothy Round Little, brytyjska tenisistka (zm. 1982)
  - Alec Rose, brytyjski żeglarz (zm. 1991)
- 1909:
  - Birger Åsander, szwedzki aktor (zm. 1984)
  - Paul Alexander Bartlett, amerykański malarz, fotograf, poeta (zm. 1990)
  - Zenon Buczowski, polski mikrobiolog, epidemiolog, wykładowca akademicki (zm. 1974)
  - Pawieł Doronin, radziecki generał major, polityk (zm. 1976)
  - Hans Maier, niemiecki wioślarz (zm. 1943)
  - Tiao Souphanouvong, laotański książę, polityk, pierwszy prezydent Laosu (zm. 1995)
- 1910 – Lien Gisolf, holenderska lekkoatletka, skoczkini wzwyż (zm. 1993)
- 1911:
  - Michel Mollat du Jourdin, francuski historyk, mediewista (zm. 1996)
  - Wisława Noskiewicz, polska gimnastyczka (zm. 1991)
- 1912 – Carmelo Robledo, argentyński bokser (zm. 1961)
- 1913:
  - Dave Garroway, amerykański aktor, osobowość telewizyjna (zm. 1982)
  - Arnold Mærsk McKinney Møller, duński przedsiębiorca (zm. 2012)
  - Helmut Schneider, niemiecki piłkarz, trener (zm. 1984)
- 1914:
  - Sam Hanks, amerykański kierowca wyścigowy (zm. 1994)
  - Franz von Werra, niemiecki pilot wojskowy, as myśliwski (zm. 1941)
- 1915 – Lajos Sántha, węgierski gimnastyk (zm. 1992)
- 1916:
  - Łaurencij Abecedarski, białoruski historyk (zm. 1975)
  - Andrzej Gawroński, polski satyryk, poeta, dziennikarz (zm. 1997)
  - Karol Zodrow, polski mikrobiolog, zoolog (zm. 1966)
- 1917 – Jerzy Mierzejewski, polski malarz, pedagog (zm. 2012)
- 1918 – Alberto Ascari, włoski kierowca wyścigowy (zm. 1955)
- 1919:
  - Grisza Filipow, bułgarski polityk, premier Bułgarii (zm. 1994)
  - Hau Pei-tsun, tajwański wojskowy, polityk, premier Tajwanu (zm. 2020)
- 1920:
  - Arkadij Adamow, rosyjski pisarz (zm. 1991)
  - Hans Blumenberg, niemiecki filozof (zm. 1996)
  - Ludwik Maciąg, polski malarz (zm. 2007)
  - Rajmund Pietkiewicz, polski malarz, pedagog (zm. 2013)
  - Władysław Skonecki, polski tenisista (zm. 1983)
- 1921:
  - Vladimír Forst, czeski literaturoznawca (zm. 2010)
  - Ernest Gold, amerykański kompozytor muzyki filmowej pochodzenia austriacko-żydowskiego (zm. 1999)
  - Carl Monssen, norweski wioślarz (zm. 1992)
- 1922:
  - Leslie Brooks, amerykańska aktorka (zm. 2011)
  - Anker Jørgensen, duński polityk, premier Danii (zm. 2016)
  - Marija Winogradowa, rosyjska aktorka (zm. 1995)
- 1923:
  - Alexandre Astruc, francuski teoretyk, krytyk i reżyser filmowy (zm. 2016)
  - Erich Lessing, austriacki fotografik (zm. 2018)
  - Kazimierz Orzechowski, polski prawnik, historyk prawa i państwa, polityk, poseł na Sejm PRL (zm. 2009)
- 1924:
  - Carlo Bergonzi, włoski śpiewak operowy (tenor) (zm. 2014)
  - Kurt David, niemiecki pisarz, dziennikarz (zm. 1994)
  - Jules Gales, luksemburski piłkarz (zm. 1988)
  - Maria Koterbska, polska piosenkarka (zm. 2021)
  - Czesław Kupisiewicz, polski pedagog (zm. 2015)
  - Donald Osterbrock, amerykański astronom, wykładowca akademicki (zm. 2007)
  - Ołeksandr Szczanow, ukraiński piłkarz, trener (zm. 2009)
- 1925:
  - Gustavo Torner, hiszpański malarz, rzeźbiarz
  - Suzanne Zimmerman, amerykańska pływaczka (zm. 2021)
- 1926:
  - Janina Gardzielewska, polska artystka fotograficzka (zm. 2012)
  - Witalij Romanenko, ukraiński strzelec sportowy (zm. 2010)
- 1927 – Simone Veil, francuska polityk, przewodnicząca Parlamentu Europejskiego (zm. 2017)
- 1928:
  - Sven Davidson, szwedzki tenisista (zm. 2008)
  - Stanisław Gebhardt, polski ekonomista, publicysta, działacz społeczny (zm. 2025)
  - Mace Neufeld, amerykański producent filmowy (zm. 2022)
- 1929:
  - Teresa Bogusławska, polska poetka (zm. 1945)
  - Wanda Rollny, polska scenarzystka, reżyserka filmów dokumentalnych (zm. 2014)
- 1930:
  - Simion Ismailciuc, rumuński kajakarz, kanadyjkarz (zm. 1986)
  - Samuel Sanford Shapiro, amerykański statystyk (zm. 2023)
- 1931:
  - Horst Lademacher, niemiecki historyk
  - Frank Ramsey, amerykański koszykarz (zm. 2018)
- 1932:
  - Arvo Aalto, fiński murarz, polityk, minister pracy (zm. 2025)
  - Angela Kokola, grecka urzędniczka państwowa, polityk, eurodeputowana (zm. 2017)
  - Bolesław Matusz, polski generał (zm. 2022)
  - Per Nørgård, duński kompozytor, teoretyk muzyki (zm. 2025)
  - Hubert Reeves, kanadyjski astrofizyk (zm. 2023)
  - Antonio Roma, argentyński piłkarz (zm. 2013)
  - Anna Soroko, polska działaczka samorządowa, poseł na Sejm PRL (zm. 2015)
- 1933 – Tadeusz Kocyba, polski kompozytor, dyrygent, pedagog (zm. 2007)
- 1934:
  - Dennis Crosby, amerykański piosenkarz, aktor (zm. 1991)
  - Phillip Crosby, amerykański piosenkarz, aktor (zm. 2004)
  - Helena Jagiełowicz-Gawle, polska farmaceutka, polityk, poseł na Sejm PRL (zm. 2020)
  - Aleksiej Jelisiejew, rosyjski kosmonauta
  - Salezy Józef Kafel, polski duchowny katolicki, kapucyn, teolog, tłumacz, wydawca (zm. 2024)
  - Wole Soyinka, nigeryjski pisarz, laureat Nagrody Nobla
- 1935:
  - Jerzy Apanowicz, polski komandor (zm. 2018)
  - Gregorio Casal, meksykański aktor (zm. 2018)
  - Jack Kemp, amerykański futbolista, polityk (zm. 2009)
  - Jack McKinney, amerykański trener koszykarski (zm. 2018)
  - Jarosław Marek Rymkiewicz, polski poeta, eseista, dramaturg, krytyk literacki, filolog (zm. 2022)
  - Kurt Westergaard, duński rysownik, karykaturzysta (zm. 2021)
- 1937:
  - Ahmed Hassan Diria, tanzański polityk (zm. 2005)
  - Neżdet Zalew, bułgarski zapaśnik (zm. 2011)
- 1938:
  - Myrosław Skoryk, ukraiński kompozytor, muzykolog (zm. 2020)
  - Michael Verhoeven, niemiecki reżyser, scenarzysta i producent filmowy (zm. 2024)
- 1939:
  - John Danielsen, duński piłkarz
  - György Szabados, węgierski pianista jazzowy (zm. 2011)
- 1940:
  - Hadrian, egipski duchowny Koptyjskiego Kościoła Ortodoksyjnego, biskup Asuanu
  - Viliam Mruškovič, słowacki etnolingwista, archiwista, tłumacz (zm. 2020)
  - Patrick Stewart, brytyjski aktor
- 1941:
  - Robert Forster, amerykański aktor (zm. 2019)
  - Luis Alberto Lacalle, urugwajski polityk, prezydent Urugwaju
  - Jacques Perrin, francuski aktor (zm. 2022)
- 1942:
  - Harrison Ford, amerykański aktor, producent filmowy
  - Egbert Hirschfelder, niemiecki wioślarz (zm. 2022)
  - Vladimír Smutný, czeski operator filmowy (zm. 2025)
  - Sigrid Sundby, norweska łyżwiarka szybka (zm. 1977)
- 1943:
  - Rafael Ramón Conde Alfonzo, wenezuelski duchowny katolicki, biskup Margarita i Maracay (zm. 2020)
  - Miguel Mas, hiszpański kolarz torowy
  - Barbara Niemiec, polska filolog, dziennikarka, działaczka opozycyjna i polityczna (zm. 2014)
- 1944:
  - Egon Coordes, niemiecki piłkarz, trener (zm. 2025)
  - Joel Hasse Ferreira, portugalski inżynier lądowy, wykładowca akademicki, samorządowiec, polityk, eurodeputowany (zm. 2022)
  - Stanisław Łukaszczyk, polski biathlonista
  - Aleksander Poniewierka, polski generał dywizji
  - Ernő Rubik, węgierski matematyk, pedagog, wynalazca kostki Rubika
  - Andrzej Żelazowski, polski polityk, poseł na Sejm RP
- 1945:
  - Danny Abramowicz, amerykański futbolista, trener pochodzenia polskiego
  - Władysław Komarnicki, polski działacz sportowy, przedsiębiorca, polityk, senator RP
  - Maciej Tyborowski, polski siatkarz, trener
- 1946:
  - João Bosco, brazylijski piosenkarz, gitarzysta, kompozytor
  - Maciej Jankowski, polski spawacz, działacz opozycji antykomunistycznej, polityk, poseł na Sejm RP (zm. 2019)
  - Bob Kauffman, amerykański koszykarz, trener (zm. 2015)
  - Cheech Marin, amerykański aktor, komik
  - Kunie Shishikura, japońska siatkarka
- 1947:
  - Ricardo Delgado, meksykański bokser
  - Anna Halcewicz, polska aktorka (zm. 1988)
- 1948:
  - Catherine Breillat, francuska pisarka, aktorka, scenarzystka i reżyserka filmowa
  - Alf Hansen, norweski wioślarz
  - El Kazovsky, węgierski malarz (zm. 2008)
- 1949:
  - Richard Caddel, brytyjski poeta, edytor, wydawca (zm. 2003)
  - Helena Fibingerová, czeska lekkoatletka, kulomiotka
  - Seiko Shimakage, japońska siatkarka
- 1950:
  - Wiktor Czerkiesow, rosyjski generał pułkownik policji, funkcjonariusz służb specjalnych (zm. 2022)
  - Rod Dixon, nowozelandzki lekkoatleta, średnio- i długodystansowiec
  - Genene Jones, amerykańska seryjna morderczyni
  - Eugène Mangalaza, madagaskarski filozof, antropolog, polityk, premier Madagaskaru
  - Ma Ying-jeou, tajwański polityk, prezydent Tajwanu
  - George Nelson, amerykański astronom, fizyk, astronauta
  - Piergiorgio Odifreddi, włoski matematyk, logik, filozof, eseista
  - Marlo Peralta, filipiński duchowny katolicki, arcybiskup metropolita Nueva Segovia
  - Maurizio Sacconi, włoski prawnik, polityk
  - Jurelang Zedkaia, marszalski polityk, prezydent Wysp Marshalla (zm. 2015)
- 1951:
  - Rob Bishop, amerykański polityk, kongresmen
  - Didi Conn, amerykańska aktorka
  - Henryk Tomasz Kaiser, polski fotografik
  - Ewa Kolasińska, polska aktorka
  - Józef Król, polski polityk, samorządowiec, prezydent Bolesławca
  - Marek Piekarczyk, polski wokalista, członek zespołu TSA
  - Mirosław Wodzyński, polski lekkoatleta, płotkarz
- 1952:
  - Dominique Bussereau, francuski polityk
  - Władimir Chodus, rosyjski trener piłkarski
  - Alaksandr Cichanowicz, białoruski piosenkarz (zm. 2017)
  - Małgorzata Gebert, polska działaczka humanitarna (zm. 2011)
  - Musa Mustafa Musa, egipski architekt, polityk
  - Kenji Takahashi, japoński kolarz torowy
- 1953:
  - Janusz Adamczyk, polski piłkarz (zm. 2018)
  - Gil Birmingham, amerykański aktor
  - Zoltán Kereki, węgierski piłkarz
  - Henryk Nolewajka, polski aktor (zm. 2011)
  - Vairamuthu, indyjski poeta, autor tekstów piosenek
  - Włodzimierz Wałęza, polski dendrolog, wykładowca akademicki
- 1954:
  - Sezen Aksu, turecka piosenkarka, autorka tekstów, producentka muzyczna
  - Michael Barber, amerykański duchowny katolicki, biskup Oakland
  - Ryszard Jany, polski żużlowiec (zm. 2014)
  - Liro Vendelino Meurer, brazylijski duchowny katolicki, biskup Santo Ângelo
  - Rachel Squire, brytyjska polityk (zm. 2006)
  - David Thompson, amerykański koszykarz
- 1955:
  - Marian Banaś, polski urzędnik państwowy, polityk, szef Służby Celnej i Krajowej Administracji Skarbowej, minister finansów, prezes NIK
  - Mirosław Gawor, polski generał brygady, przedsiębiorca, działacz sportowy
  - Osvaldo Lara, kubański lekkoatleta, sprinter (zm. 2024)
  - Hans Märchy, szwajcarski bobsleista
  - Aleksandra Samecka-Cymerman, polska biolog, nauczycielka akademicka (zm. 2023)
  - Chris White, brytyjski saksofonista, flecista
  - Roman Wrocławski, polski zapaśnik, trener
- 1956:
  - Karol Działoszyński, polski przedsiębiorca, polityk, poseł na Sejm RP
  - Buenaventura Famadico, filipiński duchowny katolicki, biskup Guamca i San Pablo
  - Günther Jauch, niemiecki dziennikarz i prezenter telewizyjny
  - Leszek Kuberski, polski historyk (zm. 2006)
  - Michael Spinks, amerykański bokser
  - Tibor Szanyi, węgierski ekonomista, polityk
- 1957:
  - Thierry Boutsen, belgijski kierowca wyścigowy
  - Cameron Crowe, amerykański reżyser i scenarzysta filmowy
  - Jane Hamilton, amerykańska pisarka
  - Mirosław Kluk, polski samorządowiec, burmistrz Pełczyc
  - Phil Margera, amerykańska osobowość telewizyjna
  - Ireneusz Mazur, polski siatkarz, trener
  - Bent Rasmussen, duński żużlowiec
- 1958:
  - Gustaw Marek Brzezin, polski nauczyciel, samorządowiec, marszałek województwa warmińsko-mazurskiego
  - Maria Patek, austriacka polityk
  - Victor Stepaniuk, mołdawski polityk
- 1959:
  - Richard Leman, brytyjski hokeista na trawie
  - Eben Moglen, brytyjski prawnik
  - Paweł Stempin, polski szachista, trener
- 1960:
  - Ian Hislop, brytyjski dziennikarz, satyryk, scenarzysta
  - Iwajło Marinow, bułgarski bokser
  - Manuel Rivas Pastor, hiszpański szachista
  - José Manuel Rodrigues, portugalski dziennikarz, polityk
  - Grzegorz Sawicki, polski samorządowiec, menedżer, członek zarządu województwa opolskiego
- 1961:
  - Emmanuel Badejo, nigeryjski duchowny katolicki, biskup Oyo
  - Anders Järryd, szwedzki tenisista
  - Peter Lönn, szwedzki piłkarz
  - Stelios Manolas, grecki piłkarz
  - Dalia Miniataitė, litewska ekonomistka, polityk
  - Tomasz Runke, polski gitarzysta
  - Antonino Spirlì, włoski dziennikarz i prezenter telewizyjny, polityk
- 1962:
  - Norbert Keßlau, niemiecki wioślarz
  - Pasquale Marino, włoski piłkarz, trener
  - Benno Wiss, szwajcarski kolarz szosowy
  - Jolanta Ziębacz, polska siatkarka
- 1963:
  - George DiCarlo, amerykański pływak pochodzenia włoskiego
  - Jacek Głębski, polski pisarz, dziennikarz
  - Spud Webb, amerykański koszykarz
- 1964:
  - Shinji Aoyama, japoński reżyser i scenarzysta filmowy (zm. 2022)
  - Jarosław Burczyk, polski biolog, genetyk, wykładowca akademicki
  - Rob Dixon, brytyjski strongman
  - Pascal Hervé, francuski kolarz szosowy (zm. 2024)
  - Frans Maas, holenderski lekkoatleta, skoczek w dal i trójskoczek
  - Slobodan Marović, serbski piłkarz
  - Piotr Myrcha, polski chirurg, wokalista i gitarzysta rockowy
  - Gabriel Msipu Phiri, zambijski duchowny katolicki, biskup Chipaty
  - Kujtim Shala, chorwacki piłkarz, trener pochodzenia kosowskiego
  - Krzysztof Wanio, polski dziennikarz sportowy, prezenter radiowy i telewizyjny
- 1965:
  - Chun In-soo, południowokoreański łucznik
  - Aurimas Gaidžiūnas, litewski inżynier, polityk
  - Akina Nakamori, japońska piosenkarka
  - Piotr Prusiński, polski basista, członek zespołów: Roxa, Papa Dance i Ex-Dance
  - Arnd Schmitt, niemiecki szpadzista
  - Marek Zawadka, polski historyk, wykładowca akademicki
- 1966:
  - Sylwester Latkowski, polski dziennikarz, reżyser filmów dokumentalnych i teledysków
  - Arkadiusz Olczyk, polski duchowny katolicki, teolog, wykładowca akademicki (zm. 2018)
  - Edyta Sobieraj, polska malarka
- 1967:
  - Zuhair Bakhit, emiracki piłkarz
  - Marco Balbul, izraelski piłkarz, trener
  - Benny Benassi, włoski didżej, producent muzyczny
  - Richard Marles, australijski polityk, minister obrony, wicepremier
- 1968:
  - Małgorzata Czudak, polska projektantka mody (zm. 2025)
  - Robert Gant, amerykański aktor
  - Tomasz Grochowalski, polski basista, członek zespołu Elektryczne Gitary
- 1969:
  - Dariusz Działo, polski oficer policji
  - Mark Greenway, brytyjski wokalista, autor tekstów, członek zespołu Napalm Death
  - Akakios Kachiaswilis, grecki sztangista pochodzenia gruzińskiego
  - Przemysław Myszor, polski muzyk, kompozytor
  - Ferenc Novák, węgierski kajakarz, kanadyjkarz
- 1970:
  - Hassan Bousetta, belgijski i waloński politolog, wykładowca akademicki, samorządowiec, polityk pochodzenia marokańskiego
  - Simeon Djankow, bułgarski ekonomista, analityk, wykładowca kademicki, polityk
  - Roman Dostál, czeski biathlonista
  - Fayçal Hamdani, algierski piłkarz
  - Igor Kiriłłow, rosyjski wojskowy, generał porucznik (zm. 2024)
  - Guy Roger Nzamba, gaboński piłkarz
  - Barry Pinches, angielski snookerzysta
  - Lou Rosselli, amerykański zapaśnik
  - Sandon Stolle, australijski tenisista
  - Andrej Tiwontschik, niemiecki lekkoatleta, tyczkarz pochodzenia białoruskiego
- 1971:
  - Murilo Benício, brazylijski aktor, reżyser i scenarzysta filmowy
  - Vidar Evensen, norweski piłkarz
  - Richard Groenendaal, holenderski kolarz przełajowy
  - Tomas Haake, szwedzki perkusista, członek zespołu Meshuggah
  - Andris Sprūds, łotewski historyk, politolog
- 1972:
  - Selma Lønning Aarø, norweska pisarka
  - Gabriela Firea, rumuńska dziennikarka, działaczka samorządowa, burmistrz Bukaresztu
  - Mark Hammett, nowozelandzki rugbysta, trener
  - Clayton Ince, trynidadzko-tobagijski piłkarz, bramkarz
  - Igor Kszynin, rosyjski bokser
- 1973:
  - Maciej Faltyński, polski piłkarz
  - Kátia Lopes, brazylijska siatkarka
  - Roberto Martínez, hiszpański piłkarz, trener
  - Dmytro Mychajłenko, ukraiński piłkarz, trener
  - Danny Williams, brytyjski bokser
- 1974:
  - Ronan Le Crom, francuski piłkarz, bramkarz
  - Witalij Puszkuca, ukraiński piłkarz, trener
  - Oriol Servià, hiszpański kierowca wyścigowy
  - Jarno Trulli, włoski kierowca wyścigowy
- 1975:
  - Annie Cotton, kanadyjska aktorka, piosenkarka
  - Steven Galloway, kanadyjski pisarz
  - Vegard Heggem, norweski piłkarz
  - Ahmed Jaouachi, tunezyjski piłkarz, bramkarz
  - Alan Kelly, irlandzki polityk
  - Andreas Lilja, szwedzki hokeista
  - Héctor Pineda, argentyński piłkarz
- 1976:
  - Al Santos, amerykański aktor, model
  - Diana Wiszniowa, rosyjska baletnica
- 1977:
  - Elnur Amanov, azerski taekwondzista
  - Bernadett Ferling, węgierska piłkarka ręczna
  - Wojciech Jabłoński, polski muzyk, multiinstrumentalista, członek zespołu Kult
  - Violetta Kołakowska, polska aktorka, modelka, stylistka
  - Jimisola Laursen, szwedzki lekkoatleta, sprinter
  - Marta Makowska, polska szpadzistka
  - Romain Mesnil, francuski lekkoatleta, tyczkarz
  - Merwan Rim, francuski piosenkarz, autor tekstów
  - Ashley Scott, amerykańska aktorka, modelka
  - Kari Wahlgren, amerykańska aktorka
- 1978:
  - Gao Yao, chiński piłkarz
  - Przemysław Gąsiorowicz, polski aktor (zm. 2022)
  - Pelson, polski raper, producent muzyczny
  - Tatiana Vilhelmová, czeska aktorka
- 1979:
  - Craig Bellamy, walijski piłkarz
  - Anna Byczek, polska judoczka
  - Daniel Díaz, argentyński piłkarz
  - Janusz Wolański, polski piłkarz
- 1980:
  - Jeremiah Baisako, namibijski piłkarz
  - Karolina Gruszka, polska aktorka
  - Cédric Hengbart, francuski piłkarz
  - Pedżman Nouri, irański piłkarz
  - Marcin Warchoł, polski prawnik, urzędnik państwowy, polityk, poseł na Sejm RP
  - Tara Whitten, kanadyjska kolarka torowa i szosowa
- 1981:
  - Dimitri De Fauw, belgijski kolarz torowy (zm. 2009)
  - Ágnes Kovács, węgierska pływaczka
  - João Pina, portugalski judoka
  - Ineta Radēviča, łotewska lekkoatletka, skoczkini w dal i trójskoczkini
- 1982:
  - Chad Dawson, amerykański bokser
  - Martin Kirketerp, duński żeglarz sportowy
  - Yadier Molina, portorykański baseballista
  - Snježana Pejčić, chorwacka strzelczyni sportowa
  - Grzegorz Puda, polski samorządowiec, polityk, poseł na Sejm RP, minister rolnictwa i rozwoju wsi
  - Vuk Sotirović, serbski piłkarz
- 1983:
  - Tomasz Lach, polski wokalista, członek zespołu Afromental
  - Liu Xiang, chiński lekkoatleta, płotkarz
  - Carmen Villalobos, kolumbijska aktorka
- 1984:
  - Nadjim Abdou, komoryjski piłkarz
  - Rustam Assakałow, rosyjski i uzbecki zapaśnik
  - Adam Czerkas, polski piłkarz
  - Halimat Ismaila, nigeryjska lekkoatletka, sprinterka
  - Ida Maria, norweska piosenkarka
  - Pio Marmaï, francuski aktor
  - Pierre Pujol, francuski siatkarz
- 1985:
  - Charlotte Dujardin, brytyjska jeźdźczyni sportowa
  - Maja Kleszcz, polska wokalistka, członkini Kapeli ze Wsi Warszawa
  - Guillermo Ochoa, meksykański piłkarz, bramkarz
  - Nobuyuki Nishi, japoński narciarz dowolny
  - Kaja Tokarska, polska lekkoatletka, płotkarka
- 1986:
  - Yakup Kılıç, turecki bokser
  - Salvatore Rossini, włoski siatkarz
- 1987:
  - Huang Bowen, chiński piłkarz
  - Andreas Bube, duński lekkoatleta, średniodystansowiec
  - Vladislavs Gabovs, łotewski piłkarz
  - Kalana Greene, amerykańska koszykarka
  - Ajmal Kasab, pakistański terrorysta (zm. 2012)
  - Phil Mathers, australijski rugbysta
  - Arinze Onuaku, amerykański koszykarz
  - Eva Rivas, rosyjska piosenkarka pochodzenia ormiańskiego
  - Robert Vito, amerykański aktor
- 1988:
  - Colton Haynes, amerykański aktor, model
  - Izabela Kożon, polska siatkarka
  - DJ LeMahieu, amerykański baseballista
  - Steven R. McQueen, amerykański aktor
  - Rita Obižajeva, łotewska lekkoatletka, tyczkarka
  - Wolha Paulukouska, białoruska siatkarka
  - Raúl Spank, niemiecki lekkoatleta, skoczek wzwyż
- 1989:
  - Jack Bobridge, australijski kolarz szosowy i torowy
  - Elkeson, brazylijski piłkarz
  - Kristina Kristiansen, duńska piłkarka ręczna
  - Tony Taylor, panamski piłkarz pochodzenia amerykańskiego
- 1990:
  - Brandon Boykin, amerykański futbolista
  - Alizé Lim, francuska tenisistka
  - Gerald Melzer, austriacki tenisista
  - Jonathan Mensah, ghański piłkarz
  - Pranav Mohanlal, indyjski aktor
- 1991:
  - Sofija Aleksandravicius, amerykańska koszykarka
  - Mackenzie Boyd-Clowes, kanadyjski skoczek narciarski
  - Paulina Jatczak, polska brydżystka
  - Seppe Smits, belgijski snowboardzista
  - Sebastian Foss Solevåg, norweski narciarz alpejski
- 1992:
  - Megan Gunning, kanadyjska narciarka dowolna
  - Paulina Mikiewicz-Łapińska, polska lekkoatletka, biegaczka średniodystansowa
  - Airinė Palšytė, litewska lekkoatletka, skoczkini wzwyż
  - Dylan Patton, amerykański model, aktor
  - Odyssey Sims, amerykańska koszykarka
  - Abigail Tere-Apisah, papuańska tenisistka
- 1993:
  - Troy Brosnan, australijski kolarz górski
  - Olcay Çakır, turecka koszykarka
  - Danny da Costa, niemiecki piłkarz pochodzenia angolskiego
  - Linda Indergand, szwajcarska kolarka górska
  - Bálint Vécsei, węgierski piłkarz
- 1994:
  - Elen Levon, australijska piosenkarka
  - Maryja Papowa, białoruska koszykarka
  - Jere Uronen, fiński piłkarz
  - José Raúl Zúñiga, kolumbijski piłkarz
- 1995:
  - Dante Exum, australijski koszykarz
  - Zharnel Hughes, brytyjski lekkoatleta, sprinter pochodzenia anguilskiego
  - Elise Malmberg, szwedzka lekkoatletka, sprinterka
  - Maja Pelczarska, polska siatkarka
- 1996:
  - Che Adams, angielski piłkarz
  - Ruth Codd, irlandzka aktorka
  - Gelson, angolski piłkarz
  - Max Heß, niemiecki lekkoatleta, trójskoczek
  - Christina Munkholm, duńska pływaczka
- 1997:
  - Filip Benković, chorwacki piłkarz
  - Leo Howard, amerykański aktor, model
- 1998:
  - Rustam Jatimow, tadżycki piłkarz, bramkarz
  - Ilja Konowałow, rosyjski hokeista
- 1999:
  - Neemias Queta, portugalski koszykarz
  - Kayla Wells, amerykańska koszykarka
- 2000 – Marc Guéhi, angielski piłkarz pochodzenia iworyjskiego
- 2002:
  - Sika Koné, malijska koszykarka
  - Diego Santis, gwatemalski piłkarz
  - Sebastian Tounekti, tunezyjski piłkarz
  - Wan Jiyuan, chińska koszykarka
- 2004:
  - Faith Cherotich, kenijska lekkoatletka, biegaczka długodystansowa
  - Mili Poljičak, chorwacki tenisista
  - Nihal Sarin, indyjski szachista
- 2005 – Daniił Samsonow, rosyjski łyżwiarz figurowy
- 2007 – Lamine Yamal, hiszpański piłkarz pochodzenia marokańsko-gwinejskiego

## Zmarli
- 574 – Jan III, papież (ur. ?)
- 678 – A’isza bint Abi Bakr, żona Mahometa (ur. ok. 614)
- 716 – Tang Ruizong, cesarz Chin (ur. 662)
- 939 – Leon VII, papież (ur. ?)
- 982 – Gunter z Merseburga, margrabia Miśni (ur. ok. 920)
- 1024 – Henryk II Święty, cesarz rzymsko-niemiecki (ur. 973)
- 1061 – Beatrycze Szwabska, księżniczka niemiecka, opatka (ur. 1037)
- 1105 – Szlomo ben Icchak, rabin, uczony (ur. 1040)
- 1122 – Sybilla z Normandii, królowa Szkocji (ur. 1092)
- 1142 – Helbirga Babenberg, księżna czeska (ur. ?)
- 1260 – Burchard von Hornhausen, mistrz krajowy Inflant zakonu krzyżackiego (ur. ?)
- 1275 – Jan z Toledo, angielski kardynał (ur. ?)
- 1276 – Uberto Coconati, włoski kardynał (ur. ?)
- 1298 – (lub 14 lipca) Jakub de Voragine, włoski duchowny katolicki, arcybiskup Genui, błogosławiony (ur. 1228–1230)
- 1299 – (lub 15 lipca) Eryk II Wróg Księży, król Norwegii (ur. 1268)
- 1317 – Jabalaha III, patriarcha Kościoła Wschodu (ur. ?)
- 1357 – Bartolus de Saxoferrato, włoski prawnik (ur. 1313)
- 1380 – Bertrand du Guesclin, bretoński i francuski rycerz (ur. ok. 1320)
- 1399:
  - Elżbieta Bonifacja, królewna polska (ur. 1399)
  - Peter Parler, niemiecki murator, rzeźbiarz (ur. 1330 lub 1333)
- 1402 – Jianwen, cesarz Chin (ur. 1377)
- 1491 – Alfons, infant portugalski (ur. 1475)
- 1592 – Albrycht Radziwiłł, polsko-litewski możnowładca, tytularny książę, marszałek nadworny litewski, marszałek wielki litewski (ur. 1558)
- 1611 – Masayuki Sanada, japoński daimyō (ur. 1547)
- 1616 – Piotr Tylicki, polski duchowny katolicki, biskup kujawski, warmiński, chełmiński i krakowski, sekretarz wielki koronny, sekretarz królewski, senator (ur. 1543)
- 1617 – Adam Wacław, książę cieszyński (ur. 1574)
- 1621 – Albrecht VII Habsburg, arcyksiążę austriacki, namiestnik Niderlandów Hiszpańskich, arcybiskup Toledo (ur. 1559)
- 1624 – Łazarz I Starszy Henckel von Donnersmarck, pan Bytomia, Tarnowskich Gór i Bogumina (ur. 1551)
- 1629 – Caspar Bartholin starszy, duński naukowiec (ur. 1585)
- 1630 – Giovanni Battista Deti, włoski kardynał (ur. 1580)
- 1649 – Kondrat Burłaj, kozacki pułkownik (ur. ?)
- 1654 – Francesco Guarino, włoski malarz (ur. 1611)
- 1698 – Charles Somerset, brytyjski arystokrata, polityk (ur. 1660)
- 1727 – (między 7 a 13 lipca) Johann Georg Thomschansky, niemiecki malarz (ur. 1671)
- 1755 – Edward Braddock, brytyjski generał (ur. ok. 1695)
- 1761 – Ieshige Tokugawa, japoński siogun (ur. 1712)
- 1762 – James Bradley, brytyjski astronom (ur. 1693)
- 1777 – Guillaume Coustou (młodszy), francuski rzeźbiarz (ur. 1716)
- 1785 – Stephen Hopkins, amerykański polityk (ur. 1707)
- 1793 – Jean-Paul Marat, francuski polityk, dziennikarz, rewolucjonista (ur. 1743)
- 1794:
  - Filippo Lancellotti, włoski kardynał (ur. 1732)
  - James Lind, szkocki lekarz (ur. 1716)
- 1807:
  - Johann III Bernoulli, szwajcarski matematyk (ur. 1744)
  - Henryk Benedykt Stuart, brytyjski kardynał, jakobicki pretendent do tronu Anglii i Szkocji (ur. 1725)
- 1811 – Jan Fryderyk Brodowski, polski generał (ur. 1747)
- 1821 – Pedro Juan Caballero, paragwajski wojskowy, polityk, bojownik o niepodległość kraju (ur. 1786)
- 1824 – Claude-Louis de La Châtre, francuski arystokrata, dowódca wojskowy, marszałek Francji (ur. 1745)
- 1831 – Antoni Giełgud, polski generał, uczestnik powstania listopadowego (ur. 1792)
- 1842 – Ferdynand Filip, książę Orleanu (ur. 1810)
- 1850 – Cyprian Kreutz, rosyjski baron, generał pochodzenia niemieckiego (ur. 1777)
- 1854 – José María Vargas, wenezuelski polityk, prezydent Wenezueli (ur. 1786)
- 1868 – Konstanty Tyszkiewicz, polski hrabia, archeolog, historyk, krajoznawca (ur. 1806)
- 1869 – Henry Labouchere, brytyjski arystokrata, polityk (ur. 1798)
- 1870 – Klelia Rachela Barbieri, włoska zakonnica, święta (ur. 1847)
- 1877 – Wilhelm Emmanuel Ketteler, niemiecki duchowny katolicki, arcybiskup Moguncji, teolog, polityk (ur. 1811)
- 1881 – John C. Pemberton, amerykański generał konfederacki (ur. 1814)
- 1883 – Ranavalona II, królowa Madagaskaru (ur. 1829)
- 1889:
  - Robert Hamerling, austriacki poeta, dramatopisarz (ur. 1830)
  - Victor Adolphe Malte-Brun, francuski geograf, kartograf (ur. 1816)
- 1890:
  - John Frémont, amerykański generał, polityk, podróżnik, odkrywca (ur. 1813)
  - Johann Voldemar Jannsen, estoński poeta, dziennikarz, wydawca (ur. 1819)
- 1891 – Zeshin Shibata, japoński malarz, drzeworytnik (ur. 1807)
- 1893:
  - Ferdynand Maria Baccilieri, włoski duchowny katolicki, błogosławiony (ur. 1821)
  - Franciszek Henryk Duchiński, polski etnograf, historyk, działacz emigracyjny (ur. 1816)
- 1894 – Morgan Jones, amerykański polityk (ur. 1830)
- 1896:
  - Friedrich August Kekulé von Stradonitz, niemiecki chemik, wykładowca akademicki (ur. 1829)
  - Antoni Murzynowski, polski malarz (ur. 1818)
- 1900:
  - Paweł Liu Jinde, chiński męczennik i święty katolicki (ur. 1821)
  - Karol Jan Szlenkier, polski przemysłowiec, filantrop (ur. 1839)
  - Józef Wang Kuiju, chiński męczennik i święty katolicki (ur. 1863)
  - Majer Wolanowski, polski przemysłowiec pochodzenia żydowskiego (ur. 1844)
- 1901:
  - Peter Jackson, australijski bokser (ur. 1861)
  - Kazimierz Pańkowski, polski zootechnik, wykładowca akademicki (ur. 1838)
- 1902:
  - Benjamin Bilse, niemiecki dyrygent, kompozytor (ur. 1816)
  - Emanuel Herrmann, austriacki ekonomista (ur. 1839)
- 1906 – Józef Kropiwnicki, polski nauczyciel, powstaniec (ur. 1824)
- 1907:
  - Jacques-Joseph Grancher, francuski pediatra (ur. 1843)
  - Heinrich Kreutz, niemiecki astronom (ur. 1854)
  - Henrik Sillem, holenderski prawnik, alpinista, strzelec sportowy (ur. 1866)
- 1909 – Jules Chaplain, francuski rytownik, medalier (ur. 1839)
- 1910 – Oskar Erbslöh, niemiecki pilot, konstruktor (ur. 1879)
- 1911:
  - Aleksander Ginsberg, polski konstruktor przyrządów optycznych, inżynier (ur. 1871)
  - Allan McLean, australijski polityk pochodzenia szkockiego (ur. 1840)
- 1912 – Marc-Émile Ruchet, szwajcarski polityk, prezydent Szwajcarii (ur. 1853)
- 1914:
  - Charles Buls, belgijski pisarz, samorządowiec, burmistrz Brukseli (ur. 1837)
  - Andrzej Hławiczka, polski działacz społeczny, etnograf, pedagog (ur. 1866)
  - Mikołaj (Nalimow), rosyjski biskup prawosławny (ur. 1852)
  - Joan Röell, holenderski adwokat, polityk, premier Holandii (ur. 1844)
- 1916:
  - Charles Hamilton Hughes, amerykański chirurg, neurolog, psychiatra (ur. 1839)
  - Nicolae Teclu, rumuński chemik, wynalazca (ur. 1839)
- 1917 – James Dwight, amerykański tenisista (ur. 1852)
- 1918:
  - Anna Gostyńska, polska aktorka, dyrektorka teatru (ur. 1847)
  - Karl Wilhelm Lorenz, niemiecki astronom, matematyk (ur. 1886)
  - Juliusz Starkel, polski pisarz, publicysta, działacz społeczny (ur. 1840)
- 1921:
  - Emily Davies, brytyjska sufrażystka (ur. 1830)
  - Gabriel Lippmann, francuski fizyk, wykładowca akademicki, laureat Nagrody Nobla pochodzenia żydowskiego (ur. 1845)
  - Zygmunt Richter, polski przemysłowiec (ur. 1849)
- 1924:
  - Jan Kanty Federowicz, polski kupiec, polityk, poseł na Sejm Ustawodawczy, prezydent Krakowa (ur. 1858)
  - Alfred Marshall, brytyjski ekonomista, wykładowca akademicki (ur. 1842)
- 1925 – Stefan Niementowski, polski chemik, wykładowca akademicki (ur. 1866)
- 1926:
  - Władysław Chotkowski, polski duchowny katolicki, historyk Kościoła, wykładowca akademicki (zm. 1926)
  - Marian Jezus Euse Hoyos, kolumbijski duchowny katolicki, błogosławiony (ur. 1845)
- 1927 – Otto Blehr, norweski polityk, premier Norwegii (ur. 1847)
- 1929:
  - Feliks Bołsunowski, polski pułkownik pilot (ur. 1881)
  - Ludwik Idzikowski, polski major pilot (ur. 1891)
  - Eusebius Mandyczewski, austriacki muzykolog, kompozytor pochodzenia rumuńskiego (ur. 1857)
- 1933 – John Petrie, szkocki piłkarz, trener (ur. 1867)
- 1934:
  - Fritz Graebner, niemiecki etnolog, antropolog, wykładowca akademicki (ur. 1877)
  - Andrzej Nowotny, polski inżynier, konstruktor samolotów (ur. ?)
  - Kate Sheppard, nowozelandzka feministka pochodzenia brytyjskiego (ur. 1848)
- 1936:
  - José Calvo Sotelo, hiszpański prawnik, ekonomista, polityk (ur. 1893)
  - Placyd Dziwiński, polski matematyk, wykładowca akademicki (ur. 1851)
  - Arthur Forrest, irlandzki rugbysta (ur. 1859)
  - Izydor Lotto, polski skrzypek pochodzenia żydowskiego (ur. 1840)
  - Fatma Aliye Topuz, turecka pisarka, publicystka, feministka (ur. 1862)
- 1937 – Mychajło Bojczuk, ukraiński malarz, wspinacz (ur. 1882)
- 1940 – Fernando Lahille, francuski zoolog (ur. 1861)
- 1941 – Rudolf Wegner, polski księgarz, wydawca (ur. 1876/77)
- 1942 – Karol Kiedrzyński, polski rotmistrz (ur. 1897)
- 1943:
  - Marianna Biernacka, polska męczennica, błogosławiona (ur. 1888)
  - Kurt Huber, niemiecki działacz antynazistowski (ur. 1893)
  - Ivan Goran Kovačić, chorwacki prozaik, poeta, partyzant pochodzenia żydowskiego (ur. 1913)
  - Marytė Melnikaitė, litewska uczestniczka radzieckiego ruchu oporu (ur. 1923)
  - Aleksandr Moszyn, radziecki pilot wojskowy, as myśliwski (ur. 1917)
  - Edmund Roszak, polski jezuita, Sługa Boży (ur. 1900)
- 1944:
  - Siergiej Bułgakow, rosyjski myśliciel prawosławny (ur. 1871)
  - Tadeusz Kanigowski, polski porucznik (ur. 1894)
  - Andrzej Malinowski, polski harcmistrz, podporucznik AK (ur. 1921)
  - Tadeusz Szałowski, polski podpułkownik dyplomowany piechoty, samorządowiec (ur. 1885)
- 1945 – Alla Nazimova, rosyjska aktorka (ur. 1879)
- 1946 – Alfred Stieglitz, amerykański fotograf, wydawca, marszand, kolekcjoner fotografii, właściciel galerii (ur. 1864)
- 1947 – David Samanez Ocampo, peruwiański polityk, prezydent Peru (ur. 1866)
- 1948:
  - Abram Lufer, radziecki pianista (ur. 1905)
  - Leon Rygier, polski prozaik, poeta, publicysta, pedagog (ur. 1875)
- 1950 – Gustaf Svensson, szwedzki żeglarz sportowy (ur. 1882)
- 1951 – Arnold Schönberg, austriacki kompozytor pochodzenia żydowskiego (ur. 1874)
- 1952:
  - Eli’ezer Kaplan, izraelski polityk (ur. 1891)
  - Michaił Stiepanow, radziecki pułkownik pilot (ur. 1920)
- 1954:
  - Frida Kahlo, meksykańska malarka (ur. 1907)
  - Irving Pichel, amerykański aktor, reżyser filmowy (ur. 1891)
  - Grantland Rice, amerykański dziennikarz sportowy, pisarz (ur. 1880)
- 1956 – Teodor Białynicki-Birula, polski major lekarz, malarz, publicysta, działacz społeczny (ur. 1886)
- 1958:
  - Maurice Caullery, francuski biolog, parazytolog, wykładowca akademicki (ur. 1868)
  - Karl Erb, niemiecki śpiewak operowy (tenor) (ur. 1877)
  - Michał Zając, polski prawnik, polityk, poseł na Sejm PRL (ur. 1895)
- 1959:
  - Tadeusz Miłobędzki, polski chemik, wykładowca akademicki (ur. 1873)
  - Herbert Trube, amerykański lekkoatleta, średnio- i długodystansowiec (ur. 1886)
- 1960:
  - Jozef Cíger-Hronský, słowacki pisarz, malarz, publicysta, pedagog (ur. 1896)
  - Joy Davidman, amerykańska poetka, pisarka (ur. 1915)
  - Hans Loch, wschodnioniemiecki polityk (ur. 1898)
- 1961:
  - Stanisław Gałek, polski malarz, rzeźbiarz, projektant kilimów (ur. 1876)
  - Jules Laroche, francuski dyplomata (ur. 1877)
- 1962 – Gil Alberto Enriquez, ekwadorski generał, polityk, prezydent Ekwadoru (ur. 1894)
- 1963:
  - Karol Emanuel Cecilio Rodríguez Santiago, portorykański działacz katolicki, błogosławiony (ur. 1918)
  - Albert Steffen, szwajcarski poeta, prozaik, dramaturg, eseista, malarz (ur. 1884)
- 1964 – Tadeusz Garbiński, polski ftyzjatra, wykładowca akademicki (ur. 1922)
- 1965 – Laureano Eleuterio Gómez Castro, kolumbijski polityk, prezydent Kolumbii (ur. 1889)
- 1966:
  - Reino Ragnar Lehto, fiński polityk, premier Finlandii (ur. 1898)
  - Beatrycze Sachsen-Coburg und Gotha, księżniczka Edynburga, księżna Hiszpanii i Galliery (ur. 1884)
- 1967:
  - Tommy Lucchese, amerykański boss mafijny pochodzenia włoskiego (ur. 1899)
  - André Mazon, francuski slawista (ur. 1881)
  - Tom Simpson, brytyjski kolarz szosowy i torowy (ur. 1937)
- 1970:
  - Leslie Groves, amerykański generał porucznik (ur. 1896)
  - Klara Milch, austriacka pływaczka (ur. 1891)
  - Arthur C. Miller, amerykański operator filmowy (ur. 1895)
- 1971:
  - Harry Dénis, holenderski piłkarz (ur. 1896)
  - Lucjan Kulej, polski prawnik, hokeista, wioślarz (ur. 1896)
  - Jacques Leclercq, belgijski duchowny katolicki, etyk, socjolog, wykładowca akademicki (ur. 1891)
  - Franz Joseph von Thurn und Taxis, niemiecki arystokrata (ur. 1893)
- 1972:
  - Pankracy (Kaszperuk), ukraiński biskup prawosławny (ur. 1890)
  - Kurt von Schmalensee, szwedzki architekt (ur. 1896)
- 1973:
  - Willy Fritsch, niemiecki aktor (ur. 1901)
  - Józef Sałabun, polski astronom (ur. 1902)
- 1974:
  - Patrick M.S. Blackett, brytyjski fizyk, wykładowca akademicki, laureat Nagrody Nobla (ur. 1897)
  - Spiro Pano, albański nauczyciel, polityk komunistyczny (ur. 1916)
  - Józef Kluza, polski malarz, rysownik, pedagog (ur. 1919)
  - Wilhelm Smoluchowski, polski taternik, alpinista, narciarz, działacz sportowy, elektrotechnik (ur. 1900)
  - Władysław Stachowski, polski regionalista, kolekcjoner, działacz społeczny (ur. 1887)
- 1975:
  - Dimityr Ikonomow, bułgarski tłumacz (ur. 1909)
  - Mikołaj Ordyczyński, polski podpułkownik artylerii, prawnik (ur. 1891)
  - Aleksander Śnieżko, polski historyk poczty, filatelista, muzealnik, publicysta (ur. 1896)
- 1976:
  - Artur Anders, niemiecki polityk (ur. 1896)
  - Max Butting, niemiecki kompozytor (ur. 1888)
  - Nikołaj Ekk, radziecki aktor, reżyser i scenarzysta filmowy (ur. 1902)
  - William Hawi, libański polityk (ur. 1908)
- 1977:
  - Edgar Christensen, norweski bokser (ur. 1905)
  - Fang Dongmei, chiński filozof, wykładowca akademicki (ur. 1899)
  - Włodzimierz Hubicki, polski chemik, wykładowca akademicki (ur. 1914)
  - Carl Gustaf von Rosen, szwedzki pilot, awanturnik (ur. 1909)
  - Fernando Vandelli, włoski lekkoatleta, młociarz (ur. 1907)
- 1978 – Philippe Hosiasson, ukraińsko-francuski malarz (ur. 1898)
- 1979:
  - Corinne Griffith, amerykańska aktorka (ur. 1895)
  - Amedeo Grillo, włoski bokser (ur. 1901)
- 1980:
  - Joseph Brennan, irlandzki polityk (ur. 1912)
  - Seretse Khama, botswański polityk, prezydent Botswany (ur. 1921)
  - Jan Kozłowski, polski działacz komunistyczny (ur. 1906)
- 1981 – Helmuth Beukemann, niemiecki generał porucznik (ur. 1894)
- 1982:
  - John Alexander, amerykański aktor (ur. 1897)
  - Joe Maca, amerykański piłkarz pochodzenia belgijskiego (ur. 1920)
- 1983:
  - Valto Olenius, fiński lekkoatleta, oszczepnik (ur. 1920)
  - Gabrielle Roy, kanadyjska pisarka francuskojęzyczna (ur. 1909)
- 1984 – John Davis, amerykański sztangista (ur. 1921)
- 1985:
  - Charles K. Bliss, austriacko-australijski lingwista pochodzenia żydowskiego (ur. 1897)
  - Claudio Cassinelli, włoski aktor (ur. 1938)
  - Oldřich Mikulášek, czeski poeta, publicysta (ur. 1910)
- 1986:
  - Edward Bogusz, polski porucznik, ziemianin, polityk, poseł na Sejm RP (ur. 1893)
  - Ladislav Pešek, czeski aktor (ur. 1906)
- 1988 – Hilda Gobbi, węgierska aktorka pochodzenia włosko-niemieckiego (ur. 1913)
- 1989 – Antoni Juroszek, polski poeta ludowy (ur. 1913)
- 1990 – Alaattin Baydar, turecki piłkarz (ur. 1901)
- 1991 – Aldo Ghira, włoski piłkarz wodny (ur. 1920)
- 1992:
  - Heinrich Eberbach, niemiecki generał (ur. 1895)
  - Alma Kar, polska tancerka, aktorka (ur. 1908)
  - Andrzej Wydrzyński, polski pisarz, publicysta, reżyser teatralny (ur. 1921)
- 1993 – Leslie Thorne, brytyjski kierowca wyścigowy (ur. 1916)
- 1995:
  - Július Andráši, słowacki taternik, alpinista (ur. 1925)
  - Godtfred Kirk Christiansen, duński przedsiębiorca (ur. 1920)
  - Jerzy Kaczmarek, polski aktor (ur. 1929)
  - Peter Morrison, brytyjski arystokrata, polityk (ur. 1944)
- 1996 – Loda Halama, polska aktorka, tancerka, choreograf (ur. 1911)
- 1997:
  - Edi Rada, austriacki łyżwiarz figurowy, trener (ur. 1922)
  - Alf Tveten, norweski żeglarz sportowy (ur. 1912)
- 1998:
  - Punia Halama, polska aktorka, tancerka (ur. 1913)
  - Jan Piwowoński, polski historyk, pisarz marynista (ur. 1924)
- 1999:
  - Detlow von Braun, szwedzki żeglarz sportowy (ur. 1912)
  - Jewgienij Gorianski, rosyjski piłkarz, trener (ur. 1929)
- 2000:
  - Jan Karski, polski prawnik, historyk, dyplomata, emisariusz rządowy, kurier Polskiego Państwa Podziemnego, świadek Holocaustu, wykładowca akademicki (ur. 1914)
  - Wisła Pankiewicz, polska socjolog, dziennikarka, działaczka społeczna i opozycyjna (ur. 1922)
- 2001 – Juan José Timón, urugwajski kolarz torowy i szosowy (ur. 1937)
- 2002 – Yousuf Karsh, kanadyjski fotograf pochodzenia ormiańskiego (ur. 1908)
- 2003:
  - Anna Łajming, polska pisarka, poetka (ur. 1904)
  - Compay Segundo, kubański muzyk, kompozytor, członek zespołu Buena Vista Social Club (ur. 1907)
- 2004:
  - Carlos Kleiber, argentyński dyrygent pochodzenia austriackiego (ur. 1930)
  - Timofiej Prochorow, rosyjski pustelnik, superstulatek (ur. 1894)
- 2006:
  - Red Buttons, amerykański aktor pochodzenia żydowskiego (ur. 1919)
  - Ángel Suquía Goicoechea, hiszpański duchowny katolicki, arcybiskup Santiago de Compostela i Madrytu, kardynał (ur. 1916)
  - Herman Lercher, polski aktor pochodzenia żydowskiego (ur. 1909)
  - Stefan Woyda, polski archeolog (ur. 1938)
  - Tomasz Zaliwski, polski aktor (ur. 1929)
- 2008:
  - Bronisław Geremek, polski historyk, polityk, poseł na Sejm RP, minister spraw zagranicznych, eurodeputowany (ur. 1932)
  - Bolesław Nieczuja-Ostrowski, polski generał brygady (ur. 1907)
- 2009:
  - Uma Aaltonen, fińska pisarka, dziennikarka, polityk, eurodeputowana (ur. 1940)
  - Antonina Gurycka, polska psycholog, instruktorka ZHP, harcmistrzyni (ur. 1920)
  - Amin al-Hafiz, libański polityk, premier Libanu (ur. 1926)
  - Zbigniew Jabłoński, polski aktor (ur. 1919)
  - Nikoła Stanczew, bułgarski zapaśnik (ur. 1930)
  - Kiyoyuki Terada, japoński wojskowy, mistrz sztuk walki (ur. 1922)
- 2010:
  - Nino Defilippis, włoski kolarz szosowy (ur. 1932)
  - Pentti Linnosvuo, fiński strzelec sportowy (ur. 1933)
- 2011:
  - Romuald Królak, polski generał brygady (ur. 1932)
  - Jerry Ragovoy, amerykański kompozytor, producent muzyczny (ur. 1930)
- 2012:
  - Warren Jabali, amerykański koszykarz (ur. 1946)
  - Jerzy Kulej, polski bokser, komentator sportowy (ur. 1940)
  - Tomasz Lewandowski, polski żeglarz (ur. 1959)
  - Sage Stallone, amerykański aktor, reżyser i producent filmowy (ur. 1976)
  - Richard D. Zanuck, amerykański producent filmowy (ur. 1934)
- 2013 – Cory Monteith, kanadyjski aktor, piosenkarz (ur. 1982)
- 2014:
  - Thomas Berger, amerykański pisarz (ur. 1924)
  - Nadine Gordimer, południowoafrykańska pisarka, laureatka Nagrody Nobla (ur. 1923)
  - Werner Lueg, niemiecki lekkoatleta, średniodystansowiec (ur. 1931)
  - Lorin Maazel, amerykański dyrygent, kompozytor, skrzypek (ur. 1930)
- 2015:
  - Arturo Paoli, włoski duchowny katolicki (ur. 1912)
  - Ildikó Schwarczenberger, węgierska florecistka (ur. 1951)
  - Andy Sutcliffe, brytyjski kierowca wyścigowy (ur. 1947)
- 2016:
  - Héctor Babenco, brazylijski aktor, reżyser, producent i scenarzysta filmowy (ur. 1946)
  - Marcin Kuźmiński, polski aktor (ur. 1964)
  - Bernardo Provenzano, włoski przedsiębiorca, mafioso, szef Cosa Nostry (ur. 1933)
- 2017:
  - Maciej Krzanowski, polski lekarz, kardiolog, reumatolog, polityk, senator RP (ur. 1930)
  - Liu Xiaobo, chiński literaturoznawca, pisarz, dysydent, laureat Pokojowej Nagrody Nobla (ur. 1955)
  - Michał Troszyński, polski ginekolog (ur. 1921)
- 2018:
  - Stan Dragoti, amerykański reżyser filmowy (ur. 1932)
  - Ivan Fiala, słowacki wspinacz (ur. 1941)
  - Jan Górny, polski hokeista na trawie, trener (ur. 1933)
  - Thorvald Stoltenberg, norweski polityk, dyplomata (ur. 1931)
  - Kazimierz Witkiewicz, polski aktor (ur. 1924)
- 2019:
  - Augusto Fantozzi, włoski prawnik, polityk, minister finansów (ur. 1940)
  - Paolo Sardi, włoski duchowny katolicki, prawnik, wicekamerling, kardynał (ur. 1934)
  - Alaksandr Szumidub, białoruski hokeista (ur. 1964)
- 2020:
  - Moses Costa, bengalski duchowny katolicki, arcybiskup Ćottogram (ur. 1950)
  - Camilo Lorenzo Iglesias, hiszpański duchowny katolicki, biskup Astorgi (ur. 1940)
  - Grant Imahara, amerykański inżynier, prezenter telewizyjny (ur. 1970)
- 2021:
  - Shirley Fry, amerykańska tenisistka (ur. 1927)
  - Józef Swastek, polski duchowny katolicki, historyk, hagiograf (ur. 1936)
- 2022:
  - Anna Jakubowska, polska działaczka kombatancka i społecznościowa, uczestniczka powstania warszawskiego (ur. 1927)
  - Charlotte Valandrey, francuska aktorka (ur. 1968)
  - Andrzej Wilczkowski, polski wynalazca, alpinista (ur. 1931)
  - Leszek Zabłocki, polski działacz kombatancki (ur. 1924)
- 2023:
  - Marilies Flemming, austriacka prawnik, polityk, minister środowiska, eurodeputowana (ur. 1933)
  - Kaya Mirecka-Ploss, polska projektantka mody, pisarka, działaczka społeczna (ur. 1924)
  - Robert Nowaczyk, polski prawnik, adwokat (ur. 1968)
- 2024:
  - Shannen Doherty, amerykańska aktorka (ur. 1971)
  - Ingrīda Latimira, łotewska ekonomistka, polityk, minister gospodarki, przewodnicząca Sejmu (ur. 1958)
  - Flemming Rasmussen, duński trójboista siłowy, strongman (ur. 1968)
  - James Sikking, amerykański aktor (ur. 1934)
  - Richard Simmons, amerykański aktor, osobowość telewizyjna (ur. 1948)
  - José Benedito Tobias, brazylijski piłkarz (ur. 1949)
  - Ilija Wyłow, bułgarski piłkarz, trener (ur. 1961)
- 2025:
  - Alberto Bottari de Castello, włoski duchowny katolicki, arcybiskup, nuncjusz apostolski (ur. 1942)
  - Muhammadu Buhari, nigeryjski generał, polityk, prezydent Nigerii (ur. 1942)
  - Tima Džebo, bośniacka koszykarka, trenerka (ur. 1963)
  - Billy Eisenberg, amerykański brydżysta (ur. 1937)
  - Yves Galland, francuski prawnik, menedżer, prezes Boeing France, samorządowiec, polityk, minister przemysłu, eurodeputowany (ur. 1941)
  - Edmund Przegaliński, polski neuropsychofarmakolog, profesor nauk medycznych (ur. 1937)